# 連州 (広東省)
連州（れんしゅう）は、中国にかつて存在した州。隋代から民国初年にかけて、現在の広東省清遠市北部に設置された。

## 概要
590年（開皇10年）、隋により桂陽県に連州が置かれた。連州は桂陽・陽山・連山・宣楽・游安・熙平・武化・桂嶺・開建の9県を管轄した。607年（大業3年）に州が廃止されて郡が置かれると、連州は熙平郡と改称された。
621年（武徳4年）、唐が蕭銑を平定すると、熙平郡は連州と改められた。742年（天宝元年）、連州は連山郡と改称された。758年（乾元元年）、連山郡は連州の称にもどされた。連州は江南西道に属し、桂陽・陽山・連山の3県を管轄した。
宋のとき、連州は広南東路に属し、桂陽・陽山・連山の3県を管轄した。
1276年（至元13年）、元により連州に安撫司が置かれ、江西等処行中書省に直属した。1280年（至元17年）、連州安撫司は連州路総管府と改められ、湖南道宣慰司に属した。1282年（至元19年）、降格して散州となり、広東道に属した。連州は連山県1県を管轄した。
1369年（洪武2年）、明により連州は廃止された。1381年（洪武14年）、再び連州が置かれた。連州は広州府に属し、陽山・連山の2県を管轄した。
1727年（雍正5年）、清により連州は直隷州に昇格した。連州直隷州は広東省に属し、陽山県1県を管轄した。
1912年、中華民国により連州直隷州は廃止され、連県と改められた。